# Курас, Эллен
Эллен Курас (англ. Ellen Kuras; род. 10 июля 1959, Нью-Джерси) — американский кинооператор и режиссёр.

## Биография
Изучала египтологию в Университете Брауна, увлеклась фотографией, окончила Школу прикладного искусства в Род-Айленде. Работала помощником продюсера, ассистентом оператора и др. Дебютировала в документальном кино, продолжала и впоследствии снимать документальные ленты в кино и на телевидении.
Работа в документальном кино определила оригинальную операторскую манеру Эллен Курас в игровых фильмах.
В 2022 году Курас впервые выступила в роли режиссёра в художественном фильме «Ли» (в российском прокате — «Великая»).

## Избранная фильмография
- Samsara: Death and Rebirth in Cambodia (1990, Эллен Бруно, документальный)
- «Обморок» / Swoon (1992, Том Кейлин, номинация на премию Независимый дух, премия на КФ Санденс)
- A Century of Women (1994, Крис Харти, Барбара Коппл, номинация на премию Эмми за выдающееся операторское достижение)
- Angela (1995, Ребекка Миллер, премия на КФ Санденс)
- «Я стреляла в Энди Уорхола» / I Shot Andy Warhol (1996, Мэри Хэррон)
- «4 маленькие девочки» / 4 Little Girls (1997, Спайк Ли, номинация на премию Эмми за выдающееся операторское достижение)
- «Его игра» / He Got Game (1998, Спайк Ли)
- «Кровавое лето Сэма» / Summer of Sam (1999, Спайк Ли)
- Bamboozled (2000, Спайк Ли)
- «Кокаин» / Blow (2001, Тед Демми)
- Personal Velocity: Three Portraits (2002, Ребекка Миллер, номинация на премию Независимый дух, премия на КФ Санденс)
- «Анализируй то» / Analyze That (2002, Гарольд Рамис)
- «Кофе и сигареты» / Coffee and Cigarettes (2003, Джим Джармуш, эпизоды «Renee» и «No Problem»)
- «Вечное сияние чистого разума» / Eternal Sunshine of the Spotless Mind (2004, Мишель Гондри)
- «Баллада о Джеке и Роуз» / The Ballad of Jack and Rose (2005, Ребекка Миллер)
- «Нет пути назад: Боб Дилан» / No Direction Home: Bob Dylan (2005, Мартин Скорсезе)
- Dave Chappelle’s Block Party (2005, Мишель Гондри)
- Neil Young: Heart of Gold (2006, Джонатан Демми)
- «The Rolling Stones. Да будет свет» / Shine a Light (2008, Мартин Скорсезе)
- Berlin: Live At St. Ann’s Warehouse (2008, Джулиан Шнабель)
- «Перемотка» / Be Kind Rewind (2008, Мишель Гондри)
- «Предательство» / The Betrayal (Nerakhoon) (2008, номинация на премию Независимый дух, номинация на премию Оскар и др.)
- «В пути» / Away We Go (2009, Сэм Мендес)
- «Версальский роман» / A Little Chaos (2014, Алан Рикман)